# Gogglebox
Gogglebox er et britisk tv-show som har været vist på public service-tv-stationen Channel 4 siden marts 2013. I programmet medvirker et antal familier og vennegrupper fra forskellige steder rundt omkring i Storbritannien, som fra deres hjem reagerer og kommenterer på diverse britiske fjernsynsudsendelser. Showet vandt i 2014 en BAFTA-pris og i 2015, 2016 og 2017 en National Television Award. Programmets 10. sæson gik i luften den 8. september 2017.

## Forskellige versioner af formatet
Enkelte Celebrity Gogglebox episoder er produceret i velgørenheds øjemed i kampen mod cancer. I disse afsnit har forskellige britiske celebriteter, herunder blandt andre Ed Sheeran, Liam Gallagher, Sharon og Ozzy Osbourne, samt den britiske partileder for Labour Jeremy Corbyn deltaget i selskab med deres respektive familier.
En særlig "Brexit" episode blev sendt den 3. august 2016, hvori de medvirkende kommenterede på den aktuelle afstemning om Storbritanniens fortsatte medlemskab af den europæiske union, samt andre af datidens varme emner inde for britisk politik.
Der har desuden været produceret en variant af showet udelukkende med børn, under titlen "Gogglesprogs", der blev lanceret som en jule-special på juledag 2015, men som fra 2. juli 2016 blev til en egentlig, selvstændig programrække.
Gogglebox blev fra sin begyndelse speaket af den engelske skuespiller og komiker Caroline Aherne. Aherne blev imidlertid diagnosticeret med kræft i slutningen af 2015, og gik bort året efter. Komiker Craig Cash, som ved flere lejligheder havde afløst Aherne, blev efterfølgende den permanente afløser i jobbet.
I maj 2017 blev det bekræftet, at en spinoff-serie under navnet "Vlogglebox" ville gå i luften på tv-kanalen E4. I denne udgave af serien medvirker unge mellem 16-24 år, som kommenterer og reagerer på forskelligt online indhold de ser via deres telefoner, tablets og bærbare computere.

## Gogglebox i andre lande
Foruden Storbritannien er formatet under forskellige titler også udsendt i Australien, Belgien, Danmark, Finland, Frankrig, Tyskland, Irland, Israel, Italien, Norge, Polen, Slovenien, Sydafrika, Spanien, samt USA og Canada.
I Danmark blev programmet lanceret på TV2 og vist første gang d. 15. oktober 2014 under titlen Flimmerland